# اختلال خلقی
اختلال خلقی (به انگلیسی: mood disorder) به نوعی از اختلالات روانی و روانی گفته می‌شود که با تجربه افسردگی یا شیدایی (یا هر دو) تعریف می‌شود که در آن اختلال در خلق و خوی فرد ویژگی اصلی آن است. اختلالات خلقی شامل دو ردهٔ اصلی افسردگی تک‌قطبی و اختلال دوقطبی هستند.
اختلالات خلقی به هفت گروه اصل از جمله خلق و خوی غیرعادی بالا، مانند مانیا یا هیپومانیا؛ خلق و خوی افسرده، که شناخته شده‌ترین و بیشتر مورد تحقیق آن اختلال افسردگی اساسی (MDD) است (که به‌طور جایگزین به عنوان افسردگی تک قطبی شناخته می‌شود) و خلق و خوی چرخه ای بین مانیا و افسردگی، معروف به اختلال دوقطبی (BD) تقسیم می‌شود. چندین نوع فرعی از اختلالات افسردگی یا سندرم‌های روان‌پزشکی نیز وجود دارد که علائم کمتری مانند اختلال دیس‌تایمیک (مشابه MDD، اما طولانی‌تر و پایدارتر، هرچند اغلب خفیف تر) و اختلال سیکلوتایمیک (مشابه اما خفیف تر از BD) دارند.
در برخی موارد، بیش از یک اختلال خلقی می‌تواند در یک فرد وجود داشته باشد، مانند اختلال دوقطبی و اختلال افسردگی که به آن چندابتلایی می‌گویند اگر یک اختلال خلقی و اسکیزوفرنی هر دو در فردی وجود داشته باشد، این اختلال به عنوان اختلال اسکیزوافکتیو شناخته می‌شود. اختلالات خلقی همچنین ممکن است ناشی از مواد باشد یا در پاسخ به یک بیماری رخ دهد.
روان‌پزشک انگلیسی هنری مادزلی یک دسته کلی از اختلال عاطفی را پیشنهاد کرد. سپس این اصطلاح با اختلال خلقی جایگزین شد، زیرا اصطلاح دوم به حالت عاطفی زیربنایی یا طولی اشاره دارد، در حالی که اولی به بیان بیرونی مشاهده شده توسط دیگران اشاره دارد. این اختلالات در ICD-10 تحت عنوان «اختلالات خلقی (عاطفی)» طبقه‌بندی می‌شوند.